# 복원
복원(復員)은 군대의 체제를 '전시'에서 '평시'로 되돌리고, 병사를 동원 상태에서 복무대기로 되돌리는 일이다. 군무를 마친 병사가 귀향하는 일을 뜻하기도 한다.
복원령(復員令)은 복원을 실시하기 위한 법령이다.
복원병(復員兵)은 복원한 병사를 가리킨다. 복원병 가운데에는 전장에서 부상을 당하여 심한 신체장애자가 되는 자나 심적외상후 스트레스 장애(PTSD)를 앓는 자가 적지 않다(상이군인).

## 각국의 복원

### 일본

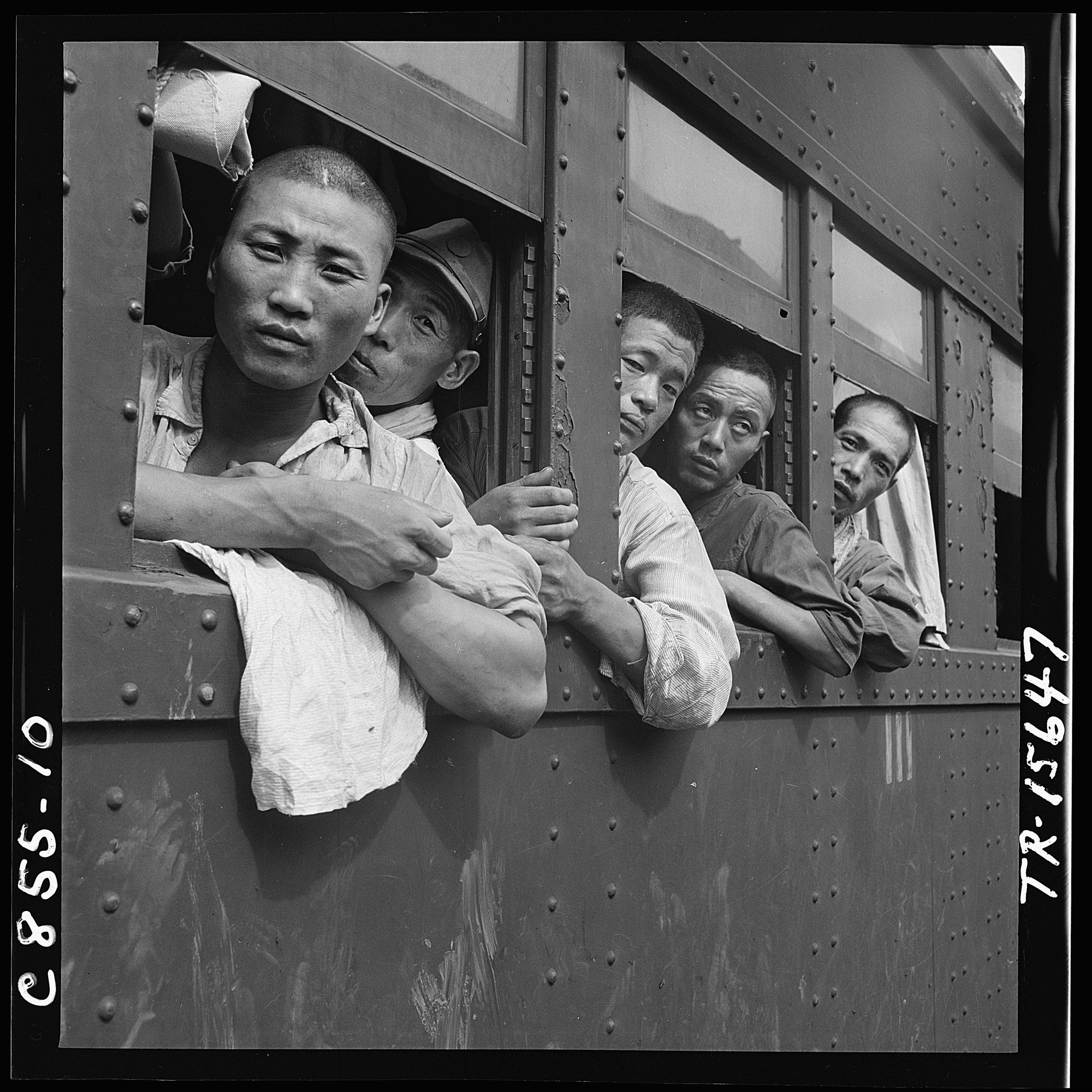
고향에 돌아가는 복원병들로 가득찬 무료 복원열차(1945년 9월 히로시마)

제2차 세계 대전에서 일본은 중일 전쟁과 태평양 전쟁 이후, 외지 파견군은 현지의 연합군에 항복하여 무장해제를 받은 후 내지로 귀환였다. 육군성과 해군성으로 제1복원성과  제2복원성을 창설하여 복원작업에 임하였다. 1946년 6월 15일에 두 복원성은 하나로 합쳐지고 한단계 낮은 청급 기관인 복원청으로 정리되었다.
일본 제국 해군에서는 '복원'이라 부르지 않고 '해원(解員 가이인[*])'이라고 불렀다.
전후에도 전투피로증으로 인하여 사회복귀를 하지 못하고 치료를 받은 자들은 '미복원'으로 취급되었다.

### 미국
미국은 1944년 복원병원호법(the G.I. Bill of Rights)을 제정하여 다수한 퇴역군인에게 고등교육의 기회를 열어 퇴역 후의 병사들의 생활을 지탱해주었다.
퇴역군인 조직으로는 1783년 설립된 신시내티 협회(Society of the Cincinnati), 1889년 설립된 대외전쟁퇴역군인회(Veterans of Foreign Affairs), 1919년 설립된 미국재향군인회(American Legion) 등이 있다.
매년 11월 11일은 재향군인의 날(Veteran’s Day)로 기념되고 있다.

## 같이 보기
- 4·19 운동
- 전역 (복무)